# ソルビン酸カリウム

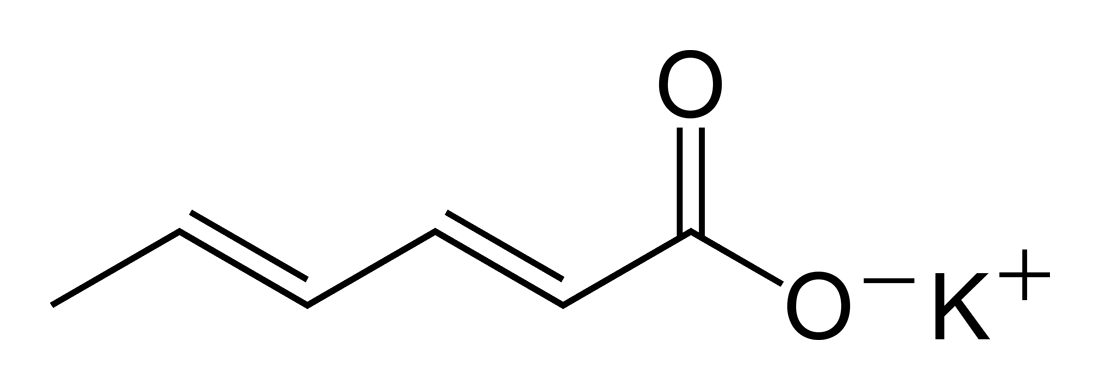
ソルビン酸カリウムの構造式

ソルビン酸カリウム（ソルビンさんカリウム、英: potassium sorbate）はソルビン酸のカリウム塩にあたる有機化合物である。カビや細菌などの微生物の増殖を阻害する性質があるため、主に食品添加物の保存料として使用されている。

## 組成式
組成式は C6H7KO2、分子量は 150.22、CAS登録番号は [24634-61-5]。